# 만-위트니 U 검정
만-위트니 U 검정(Mann–Whitney U test, 만-휘트니 U 검정) 또는 만-위트니-윌콕슨(Mann-Whitney-Wilcoxon, MWW/MWU) 또는 윌콕슨 순위-합 검정(Wilcoxon rank-sum test) 또는 윌콕슨-만-위트니 검정(Wilcoxon-Mann-Whitney test)은 두 모집단에서 임의로 선택한 값 X와 Y가 동일한 분포를 갖는다는 귀무 가설에 대한 비모수 통계 검정이다.
두 종속 표본에 사용된 비모수 검정은 부호 검정과 Wilcoxon 부호 순위 검정이다.

## 같이 보기
- 비모수 통계
- 부호 검정
- 윌콕슨 부호 순위 검정
- 크러스컬-월리스 검정
- 프리드먼 검정
- 위트니